# Hans Zölly

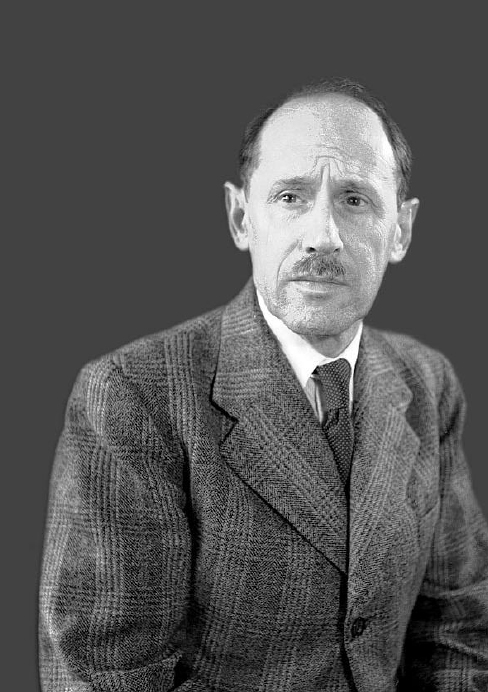
Porträt Hans Zölly, Foto swisstopo, Bildsammlung, 1940

Hans Zölly (* 20. November 1880 in Mexiko-Stadt; † 28. Februar 1950 in Bern) war ein Schweizer Geodät und Protagonist der Schweizerischen Landesvermessung in der ersten Hälfte des 20. Jahrhunderts.

## Leben
Hans Zölly wurde 1880 als Sohn des Kaufmanns Juan Zölly aus Zürich und der Ida Ziegler als ältestes von sieben Geschwistern in Mexiko-Stadt geboren. Im Alter von 10 Jahren kam er mit den älteren Geschwistern zur Ausbildung nach Zürich. Nach dem Besuch der Kantonalen Industrieschule Zürich (heute Kantonsschule Enge, Gymnasium) studierte Zölly am Eidg. Polytechnikum (heute ETH Zürich) und schloss 1904 seine Ausbildung als dipl. Bauingenieur ab.
1904 trat Zölly zunächst als Volontär (Praktikant) und 1905 als Ingenieur in die Dienste der Eidg. Landestopographie L+T (heute Bundesamt für Landestopografie swisstopo) in Bern. Seine Berufskenntnisse erwarb er sich bei den praktischen Arbeiten als Topograf und Triangulationsingenieur.
Schon 1910 wurde Zölly Chef der Sektion Geodäsie und übernahm im Alter von nur 30 Jahren die Leitung der Arbeiten für den Aufbau einer neuen Landesvermessung, welche mit der Landestriangulation im Alpenraum und mit dem Eidg. Landesnivellement eine grosse Herausforderung darstellte.
1917 heiratete er Bertha Zurschmiede (1887–1942) und gründete mit ihr eine Familie. Das Paar hatte einen leiblichen Sohn Ulrich Christian (Ueli) Zölly (1918–1935) und nahm drei weitere Pflegekinder auf. Das Familienglück währte nicht lange, verstarben alle vier Kinder doch früh.
Die Geodäsie und Landesvermessung wurde zur Lebensaufgabe Zöllys. Mit grossem Engagement leitete er die Arbeiten für die neuen geodätischen Grundlagen der Schweiz und schloss 1923 die umfangreichen Mess- und Berechnungsarbeiten für die Landesvermessung 1903 (LV03) wie geplant ab.
1929 wurde Zölly als stellvertretender Direktor der L+T mit der Leitung auch der photogrammetrischen, topo- und kartographischen Arbeiten des Amtes betraut. Zudem war er für die Erhaltung und Vermessung der Landesgrenze zuständig. Ab 1921 war er Mitglied der Schweizerischen Geodätischen Kommission SGK, der Schweizerischen Naturforschenden Gesellschaft (heute ScNat) und des Schweizerischer Ingenieur- und Architektenverein (SIA).
Zölly stand, bis zu seinem auf Ende 1945 erfolgten Rücktritt, 41 Jahre im Dienst der Schweizerischen Eidgenossenschaft. Alle von ihm geleiteten Projekte wurden in vorbildlicher Weise dokumentiert und archiviert. Zölly starb 1950 im 70. Altersjahr in Bern.

## Geodäsie und Landesvermessung
Als Zölly 1905 die Ingenieurstelle bei der L+T antrat, waren die Vorarbeiten für die neue Landesvermessung bereits im Gange. Direktor Leonz Held (1844–1925) hatte die Neudefinition der geodätischen Grundlagen (Ellipsoid, Projektions- und Höhensystem) auf der Basis der Arbeiten von Max Rosenmund (1857–1908) und Jakob Hilfiker (1851–1913) angeordnet. Grundlegende Entscheide zum Aufbau der Landestriangulation I. – III. Ordnung (LV03) waren von einer Expertenkommission getroffen worden. Danach sollten anstelle einer Neumessung grosse Teile der Gradmessungstriangulation (LV1890) der Schweizerischen Geodätischen Kommission SGK ins neue Triangulationsnetz I. Ordnung integriert werden, obwohl eine Minderheit der Kommission auf bestehende Mängel dieses Netzes hingewiesen hatte.
Zölly wurde ins Team junger Ingenieure aufgenommen, wo er unter Anleitung seines Mentors, Heinrich Wild (1877–1951), dem Geodäten, genialen Konstrukteur und späteren Mitgründer der Firma Wild, Werkstätte für Feinmechanik und Optik (später Wild Heerbrugg, heute Leica Geosystems als Teil der Hexagon Gruppe), zu einem tüchtigen Geodäten ausgebildet wurde. Praktische Erfahrungen konnte er bei Triangulations- und Nivellementsarbeiten der L+T sammeln. Zum Team gehörten u. a. auch Fritz Bäschlin (1881–1961) der spätere Ordinarius für Geodäsie an der ETH Zürich.
Im Hinblick auf die effiziente Durchführung der Landesvermessung, bildete die L+T unter der Leitung von Direktor Leonz Held 1910 die Sektion Geodäsie und wählte den jungen Ingenieur Zölly zu deren Chef. Zölly erkannte die grosse Chance, eine moderne geodätische Basis mit einem genauen Lage- und Höhennetz als Grundlage für die Kartierung, die neu entstehende Grundbuchvermessung (heute Amtliche Vermessung) sowie geplante grosse Ingenieurbauten (Bahntunnels etc.) des Landes aufzubauen. Er entwarf neue Netzteile mit idealem Netzdesign im Alpenraum, welche das bestehende Gradmessungsnetz vervollständigten. Dabei scheute er sich nicht, hohe und schwer zugängliche Alpengipfel als Stationspunkte einzubeziehen, um ein homogenes Dreiecksnetz zu erzielen. Bei der Organisation der schwierigen Messoperationen im Hochgebirge, welche nur mittels alpinistischen Hochleistungen erreicht werden konnten, bewies er grosses Geschick bei der Auswahl, Ausbildung und Motivation der Messteams.
Gemäss Entscheid des Bundesrates von 1909 sollten grosse Teile der bestehenden Gradmessungstriangulation (LV1890) unverändert ins neue Netz I. Ordnung übernommen werden. Diese Vorgabe erwies sich bei der Umsetzung und der Verdichtung II. und III. Ordnung des Netzes zum Leidwesen des gewissenhaften Geodäten Zölly als problematisch. Teile dieses Netzes wiesen grosse Unzulänglichkeiten auf Grund fehlerhafter Richtungsmessungen auf. Ihre Beibehaltung hätte bei der Verdichtung zu nicht tolerierbaren Netzzwängen geführt. Anlässlich der Messung der Verdichtungsnetze II. und III. Ordnung ordnete Zölly an, dass auch die Richtungssätze einiger Stationen I. Ordnung neu gemessen und ersetzt wurden. Diese Teile des Netzes I. Ordnung im Nordosten und Süden wurden in der Folge neu berechnet. Dies führte zur ausgezeichneten Qualität des Grossteils des neuen Bezugsrahmens LV03. Ausnahme bildeten die Netzteile in der West- und Nordwestschweiz sowie im Jura, wo eine Neuberechnung nicht mehr möglich war, da die Koordinaten bereits im Gebrauch waren. Die Arbeiten für LV03 konnten 1922 erfolgreich abgeschlossen werden.

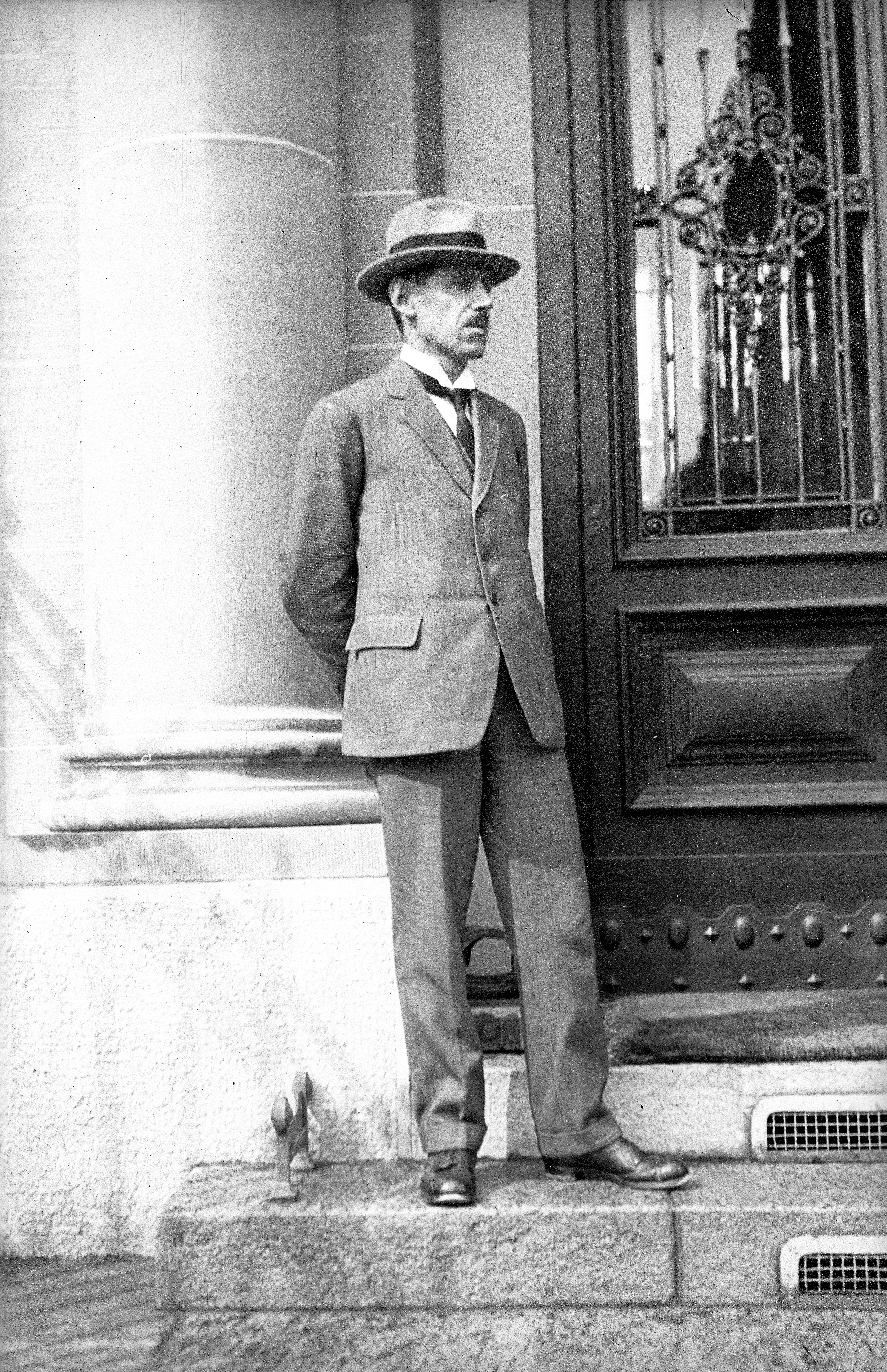
Hans Zölly, Chef Geodäsie, Foto swisstopo (1925)

Die Grundlage des Eidg. Landesnivellements (LN02) wurde 1902 mit der Festlegung des geodätischen Höhendatums gelegt. Die Beobachtung der Nivellementslinien begann 1903. Zölly übernahm 1910 die Leitung des Projekts. Einen wesentlichen Beitrag zur Qualität von LN02 mit seinen Linien über die Alpenpässe erreichte Zölly u. a. durch den Einsatz von neu entwickelten Invar-Nivellierlatten ab 1913, mit welchem systematische Messfehler infolge von Temperatureinflüssen reduziert werden konnten. Die Arbeiten am LN02 konnte Zölly mit der Publikation der Gebrauchshöhen für die ganze Schweiz 1923 vorerst abschliessen. Folgearbeiten zur Schwerereduktion und Neuausgleichung des Höhennetzes im Hinblick auf die Publikation von orthometrischen Höhen anstelle der Gebrauchshöhen wurden von Zölly bis 1945 verfolgt. An eine Änderung der bereits im ganzen Land verwendeten Gebrauchshöhen war allerdings nicht mehr zu denken.

## Ingenieurvermessung
In der Amtszeit des Geodäten Hans Zölly entstanden an der L+T auch verschiedene geodätische Spezialarbeiten wie Grundlage- und Vortriebsnetze für den Bau von Eisenbahntunnels und Deformationsmessungen. Zu Beginn der 1920er-Jahre entwickelten Ingenieure der Sektion Geodäsie auf intuitiven Vorschlag. von Zölly und unter seiner Leitung eine bahnbrechende neue Methode zur Untersuchung von Deformationen an grossen Talsperren. 1921 erprobte Zöllys Team an der ersten doppelt gekrümmten (horizontal / vertikal) Bogenstaumauer Europas in Montsalvens (Kanton Freiburg) unter Federführung des Ingenieurs Werner Lang (1885–1945) Deformationsanalysen nach der Methode wiederholter geodätischer Präzisionsmessungen.

## Dokumentationsarbeiten
Mit der Pensionierung nach 41 Dienstjahren bei der L+T übernahm Zölly 1945 noch ehrenamtliche Aufgaben zur Dokumentation und Archivierung der Arbeiten für die Landesvermessung. Unter anderem verfasste er insgesamt 18 Beiträge zur Geschichte der Geodätischen Grundlagen in den verschiedenen Kantonen. Sein 1948 erschienenes Buch zur Geschichte der Landesvermessung der Schweiz gilt bis heute als Standardwerk zu diesem Thema. Danach wandte er sich der Geschichte der Photogrammetrie in der Schweiz zu, wurde aber unmittelbar aus dem Leben gerissen, sodass dieses Werk unvollendet blieb. Ausser einer Zusammenstellung einschlägiger Akten ist von dieser Arbeit nichts erhalten geblieben.

## Ehrungen
1943 verlieh die ETH Zürich ihrem ehemaligen Studierenden in Anerkennung seiner „Verdienste um die modernen geodätischen Grundlagen der schweizerischen Landesvermessung, insbesondere um die einheitliche Durchführung und Erhaltung der Schweizerischen Triangulationen und Landesnivellemente“ die Würde eines Doktors der technischen Wissenschaften (Dr. sc. techn. h.c.) ehrenhalber.